# How I Won the War
How I Won the War is een Britse film uit 1967 van Richard Lester met in de hoofdrollen Michael Crawford en John Lennon.
De film is gebaseerd op de gelijknamige roman van Patrick Ryan uit 1963 en volgt de belevenissen tussen 1942-1945 van het fictieve 3e peloton van het 4e regiment Musketiers onder leiding van luitenant Goodbody. Hoewel de film gaat over een fictieve eenheid tijdens de Tweede Wereldoorlog wilde Lester eigenlijk een anti-oorlogsfilm maken gericht tegen de oorlog in Vietnam.
De film is vooral bekend geworden doordat Beatle John Lennon de rol van soldaat Gripweed vertolkt. De critici waren niet erg enthousiast over de film, maar dankzij Lennons aanwezigheid groeide "How I Won The War" toch uit tot een cultfilm. Desondanks beschouwde Universal, de distributiemaatschappij, de film als een artistiek succes en zette de samenwerking met regisseur Richard Lester voort.

## Verhaal
Luitenant Earnest Goodbody is de commandant van de meest ongemotiveerde eenheid van het Britse leger, de derde compagnie van het vierde regiment Musketeers. Goodbody zelf is ook niet veel zaaks als officier, hij is van eenvoudige afkomst en mist elke vorm van opleiding. Daarbij is hij nauwelijks geïnteresseerd in zijn eigen mannen en uit op zijn eigen glorie. De eenheid begint in de woestijn en lijdt daar de eerste verliezen. Merkwaardig genoeg blijven de dode soldaten als geest terugkeren, terwijl de levenden verder strijden in Frankrijk en later in Duitsland. Uiteindelijk is alleen Goodbody nog over en hij wordt bij de grens gevangengenomen door de Duitse commandant Oddlebog. Oddlebog wil de laatste nog overeind staande brug over de Rijn verkopen aan de geallieerden. Maar hij wordt omver gereden en verpletterd door een Britse tank. Na de oorlog houdt Goodbody een reünie voor zijn compagnie. Er is echter maar een overlevende present, de rest is dood.

## Rolverdeling
| Acteur              | Personage                  |
| ------------------- | -------------------------- |
| Michael Crawford    | Luitenant Earnest Goodbody |
| John Lennon         | Gripweed                   |
| Roy Kinnear         | Clapper                    |
| Lee Montague        | Sergeant Transom           |
| Jack MacGowran      | Juniper                    |
| Michael Hordern     | Grapple                    |
| Karl Michael Vogler | Odlebog                    |
| Ronald Lacey        | Spool                      |
| James Cossins       | Drogue                     |
| Ewan Hooper         | Dooley                     |

## Boek en andere invloeden
Anders dan de film is de roman van Parick Ryan meer ingetogen. Hoewel ook hier sprake is van een zwarte komedie, mist het boek de anarchistische filmtypering van Lester. De structuur is meer helder en lijkt op de normale doorsnee oorlogsmemoires. In tegenstelling tot de film speelt het boek niet in Frankrijk, maar in Italië bij Monte Cassino. Ryan baseerde zich op zijn eigen herinneringen als Brits officier tijdens de Tweede Wereldoorlog. Hij is bitter over de zinloosheid van de oorlog en over de verschillen in klassen die de Britse maatschappij en het leger zo kenmerken. Ryan gebruikte ook Candide van Voltaire als inspiratie, met name in de delen die gaan over kolonel Grapple (die te vergelijken is met Pangloss uit Candide).

## Scenario
Scenarist Charles Wood gebruikte naast de roman van Ryan ook thema's en dialoog uit zijn eigen anti-oorlogstoneelstuk "Dingo". Het personage Juniper bijvoorbeeld, de clown van de compagnie,  is gebaseerd op de kampkomiek uit zijn toneelstuk. Belangrijk in het scenario is de interactie tussen Goodbody en Odlebog. Beiden zijn officier, maar van arme afkomst en hebben weinig op met hun manschappen. Wood vergroot de thema's uit de roman van Ryan. Zo maakt hij een extreme parodie op het kapitalisme als Odlebog de brug over de Rijn inzet als commercieel object. Fascisme wordt gezien als iets wat je ontgroeit. (Als soldaat Gripweed zegt dat hij ooit hoorde bij de partij van Oswald Mosley, een Britse fascistenleider, zegt de kolonel Grapple dat fascisme iets is waar je uit kan groeien). Ondanks de Tweede Wereldoorlog-achtergrond gaat het om een groep onbekende soldaten in een onbekende oorlog. Ryan wist dat hij problemen zou krijgen met zijn uitgeverij als hij een herkenbare eenheid zou kiezen. Zijn officieren zijn namelijk of gewoon dronken of machtsdronken, de soldaten jagen achter de vrouwen aan en ontwijken voortdurend de vijand. Om die reden is ook gekozen voor een afwijkende naam, namelijk het vierde regiment Musketiers. De naam is een parodie op de naam van de beroemde Royal Fuseliers en heeft niets te maken met de beroemde musketiers van Alexandre Dumas.

## Productie
De film werd op locatie opgenomen in Spanje en Duitsland. De meeste opnamen waren in Almería en Andalusië in Spanje en te Achim en Verden (Aller) en op de Truppenübungsplatz Bergen in Duitsland.  Regisseur Richard Lester gebruikte diverse technieken voor zijn film. Zo mengt hij echte opnames uit de Tweede Wereldoorlog met zelfopgenomen beelden, waarbij elke gevechtsscène zijn eigen kleur krijgt. Elke soldaat die in de film sneuvelt komt terug als geest met een uniform in rood, geel, oranje afhankelijk van de scène waarin hij is 'gesneuveld'. In de eerste versie van de film is dat overigens niet te zien. Toen de film namelijk was ingeblikt en naar de VS werd gestuurd om de definitieve afdrukken te maken, ging het mis. In het laboratorium in Los Angeles dacht men dat de gekleurde gedeeltes tussen de zwart-witopnamen verkeerde afdrukken waren. Alle kleuropnamen werden vervolgens teruggebracht naar zwart-wit. Later is er een kopie uitgebracht waarop de kleuren weer hersteld zijn. Lester gebruikt ook andere technieken in zijn film. Acteurs doorbreken regelmatig 'de vierde muur' en richten zich rechtstreeks tot het publiek, terwijl er steeds verwijzingen zijn naar andere oorlogsfilms en -romans. John Lennon spreekt in de film met zo'n onverstaanbaar cockney-accent, dat zelfs sommige Britten wensten dat de film ondertiteld was. Lennon was zelf ook bijna onherkenbaar. Hij had zijn haar geknipt en een brilletje opgezet met ronde glazen. Lennon was een brildrager, maar altijd te ijdel om er een op te zetten. Het brilletje (model jaren dertig) zou zijn handelsmerk worden in de jaren na de film. Lester had de beroemde Beatle ingehuurd nadat hij en Lennon vrienden waren geworden op de set van A Hard Day's Night de eerste Beatlefilm. Al voordat Lester deze film regisseerde was Lennon al een fan van hem en hij liet zich graag overhalen om de rol van Gripweed te spelen. In Spanje verveelde Lennon zich echter buiten de opnamen en hij begon met het schrijven van een nummer dat zou uitgroeien tot een van zijn meesterwerken, Strawberry Fields Forever.